# Mileniul I
Primul mileniu este perioada care a început la 1 ianuarie, anul 1 al erei noastre și s-a încheiat la 31 decembrie 1000 era noastră, în  Calendarul  iulian. Populația lumii, care s-a triplat în mileniul precedent, a crescut mai lent sau s-a diminuat în timpul primului mileniu. O estimare optimistă ar fi că populația lumii a crescut la aproximativ 170 - 300 milioane, dar estimările variază. O estimare sugerează că populația lumii a scăzut de la 400 de milioane de persoane la 250 de milioane de oameni . 
În Europa și Marea Mediterană, primul mileniu a fost un moment de mare de tranziție. Al II-lea secol a văzut apogeul Imperiului Roman, urmat de declinul treptat în timpul antichității târzii, simultan cu răspândirea creștinismului și marile migrații. A doua jumătate a mileniului este caracterizată ca începutul Evului Mediu în Europa, și marcat de extinderea Vikingilor în Occident, expansiunea Imperiului Bizantin în est, și a cuceririlor islamice din Orientul Apropiat, Africa de Nord și Peninsula Iberică, culminând cu Epoca de aur a islamului (700-1200). În Asia de Est, primul mileniu a constat în mari progrese culturale, în special răspândirea budismului în Asia de Est. În China, Dinastia Han  este  înlocuită cu Dinastia Jin și mai târziu cu Dinastia Tang până în Secolul al X-lea, când are loc o nouă fragmentare în cele cinci dinastii și perioada celor zece Regate. În Japonia, o creștere bruscă a populației, urmată atunci de utilizarea uneltelor de fier de către fermieri, a crescut productivitatea și randamentul culturilor. A fost înființată dinastia Yamato. Subcontinentul indian a fost împărțit în numeroase regate de-a lungul primului mileniu. În Mesoamerica, primul mileniu a fost o perioadă de creștere enormă cunoscută sub numele de epoca clasică (200-900). Teotihuacan s-a dezvoltat într-o metropolă, civilizația Maya devenind imperiul dominant în Mezoamerica. În America de Sud, culturile pre-incase de coastă au înflorit, prin producerea obiectelor metalice impresionante și celor mai bune produse de ceramica văzute în lumea antică. În America de Nord, cultura Mississippi s-a extins de la sfârșitul mileniului în Mississippi și văile râurilor Ohio. S-au construit numeroase orașe, Cahokia, cea mai mare, a fost baza orașului de azi, Illinois, având 30.000 de locuitori în 1250. 

## Civilizații
| Africa | America              | Asia | Europa | Oceania |
| --- | -------------------- | --- | --- | ------- |
| - Imperiul Ghana - Nubia (Nobatia, Makuria, Alodia) - Imperiul Aksumit - Sultanatul Mogadishu - Imperiul Ajuuraan - Califatul Abbasid - Califatul Fatimid - Imperiul Mali - Imperiul Kanem | - Civilizația maiașă | - Dinastia Han - Perioada celor Trei Regate - Imperiul Sasanid - Dinastia Gupta - Imperiul Bizantin - Dinastia Chola - Dinastia Tang - Bulgaria de pe Volga | - Imperiul Roman - Anglia anglo-saxonă - Regatele Irlandeze - Dinastia Merovingiană - Imperiul Carolingian - Francia Occidentală - Francia de Mijloc - Francia Răsăriteană - Sfântul Imperiu Roman - Regatul Franței - Țaratul Bulgar - Vikingi - Rusia Kieveană |         |

## Evenimente
|                     | Africa | Asia                                                                                | Europa | Oceania |                                                                                    |
| ------------------- | --- | ----------------------------------------------------------------------------------- | --- | --- | ---------------------------------------------------------------------------------- |
| Secolul I           | 1Nașterea Domnului Nostru Iisus Hristos 70 Amanikhatashan trimite cavaleria Kushită ca întăriri pentru sprijinul trupelor romane pentru asediul Ierusalimului 100 Regatul Aksum 100 Khoekhoe debarcă pe coasta Africii | 1 Cahuachi este stabilit 50 Începe construcția Piramidei Soarelui                   | 30 Crucificarea lui Isus marchează începutul creștinismului 70 Asediul Ierusalimului și Diaspora evreiască | 9Stabilirea limitei la Rin dintre Imperiul Roman și Germania 43 Anglia devine provincie romana 47 Londra este fondată 58 Alpes Cottiae devine provincie romana 79 Pompei este distrus de erupția vulcanului Vezuviu                    | 1 Insulele Carolina sunt colonizate                                                |
| Secolul al II-lea   | 150 Piata Rhapta, indiciul stabilirii oamenilor Swahili 200 Expansiunea Bantu in estul Africii 200 Cultura Nok se sfarseste                                                                                            | 150 Cahuachi devine cel mai mare loc ceremonial din Peru                            | 184 Revolta turbanelor galbene                                                                             | 106 Dacia devine provincie romana 166 Asediul orasului Aquileia 180 Sfarsitul razboaielor Macromannice |                                                                                    |
|                     | Africa | America                                                                             | Asia | Europa | Oceania                                                                            |
| Secolul al III-lea  | 212 Egiptenii capătă cetățenie romană 230 Războiul dintre Aksum și Alianta Himyar-Saba 300 Aksum bate propriile sale monede                                                                                            | 250 Laguna de los Cerros 292 Calendarul mesoamerican 300 Tikàl cucerește El Mirador | | 212Toți locuitorii Imperiului Roman capătă cetaățenie romană 214 Hispania este divizată în Gallaecia, Tarraconensis, Baetica și Lusitania 286 Diocletian divide imperiul roman în Imperiul Roman de Apus și Imperiul Roman de Rasaritt | 300 Cultura Polinezienilor Tahiti                                                  |
| Secolul al IV-lea   | 333 Aksum se converteste la crestinism 350 Sfarsitul regatului Meroe 350 Regele Anwar, Kaja Maja |                                                                                     | 393 Ultimele jocuri olimpice                                                                               | 313 Edictul de la Milan 370Hunii invadeaza Europa de Est 396 Alaric si vizigotii invadeaza Grecia |                                                                                    |
|                     | Africa | America                                                                             | Asia | Europa | Oceania                                                                            |
| Secolul al V-lea    | 429 Invazia vandalilor în nordul Africii 401 Transportul camilelor în Sahara 500 Nubia se împarte în Nobadia, Makuria, Alodia                                                                                          |                                                                                     | | 407 Vandalii pătrund în Iberia 421 Romanii îi înving pe perși 476 Sfârșitul Imperiului Roman de Apus | 500 Stabilirea polinezienilor în Hawaii , Insula Paștelui, , Tuamotus și Mangareva |
| Secolul al VI-lea   | 520 Kaleb de Axum atacă Yemen 533 Belisarius invadează Africa 540 Nubia se convertește la creștinism | 600 Wari' cucerește Peru 600 Construcția Palenque                                   | 538 Budismul este introdus în Japonia. 570 Nașterea profetului Mahomed                                     | 507 Batalia de la Vouillé 535Bizantinii invadează Italia 585 Vizigotii cuceresc regatul Suevi |                                                                                    |
|                     | Africa | America                                                                             | Asia | Europa | Oceania                                                                            |
| Secolul al VII-lea  | 641 Musulmanii invadează Africa 690 Imperiul Songhai 697 Cartagina este distrusă definitiv de islamici | 650 Orasul Xochitecat și Cacaxtla 700 Teotihuacan este distrus                      | 632 Răsărirea Islamului 651 Musulmanii cuceresc Persia                                                     | c.680 Imperiul Bulgar este fondat; | 700 Stabilirea polinezienilor pe insulele Cook                                     |
| Secolul al VIII-lea | 702 Aksum attaca Arabia 706 Egiptul este islamizat 789 Dinastia Idrisid în Maroc | 750 Chichén Itzá 780 Bonampak abandonat                                             | | 717 Cucerirea Constantinopolului 718 Umayyadizii cuceresc Spania |                                                                                    |
|                     | Africa | America                                                                             | Asia | Europa | Oceania                                                                            |
| Secolul al IX-lea   | 801 c. Imperiul Kanem este fondat 801c. Declinul regatului Aksum 900c. Igbo-Ukwu este fondat |                                                                                     | 896 Ungurii invadează Carpathia                                                                            | 872 Bătălia de la Hafrsfjord | 900 Stabilirea polinezienilor în Noua Zeelandă                                     |
| Secolul al X-lea    | 905 Tulunizii sunt eradicați 909 Este stabilit Califatul Fatimid 969 Fustat este capturat | 950 Movila Șarpelui este construită 990 Toltecii cuceresc Chichén Itzá              | | 958 Pietrele Jelling 985 Erik cel Roșu traversează Oceanul Atlantic și colonizează Groenlanda | 1000 Polinezienii construiesc temple de piatră                                     |

## Oameni importanți
|                     | Africa                                                       | America                                        | Asia                                                  | Europa                                                            | Oceania   |
| ------------------- | ------------------------------------------------------------ | ---------------------------------------------- | ----------------------------------------------------- | ----------------------------------------------------------------- | --------- |
| Secolul I           | Natakamani Zoskales Amanikhatashan                           |                                                | Iisus Pavel Petru                                     | Cezar Augustus Nero Boudica Plinius cel Bătrân                    |           |
| Secolul al II-lea   | Gadarat Septimius Severus Gärmat                             | Yax Moch Xoc                                   | Cai Lun Zhang Heng                                    | Plutarch Ptolemeu Commodus Traian                                 |           |
|                     | Africa                                                       | America                                        | Asia                                                  | Europa                                                            | Oceania   |
| Secolul al III-lea  | Macrinus Aphilas Endubis                                     | Yax Nuun Ayiin I                               | Mani                                                  | Diocletian                                                        |           |
| Secolul al IV-lea   | Ezana Kaja Maja Ousanas                                      |                                                | Jingū Chandragupta al II-lea                          | Constantin I                                                      |           |
|                     | Africa                                                       | America                                        | Asia                                                  | Europa                                                            | Oceania   |
| Secolul al V-lea    | Augustin de Hipona Nezool Ouazebas                           | K'inich Yax K'uk' Mo'                          | Attila Hunul Aryabhata                                | Genseric                                                          | Hawaiiloa |
| Secolul al VI-lea   | Saifu Gelimer Frumentius                                     |                                                | Khosrau I                                             | Clovis I Teodosiu I Iustinian I                                   |           |
|                     | Africa                                                       | America                                        | Asia                                                  | Europa                                                            | Oceania   |
| Secolul al VII-lea  | Grigore (uzurpator) Armah Za Alieman                         | K'inich Janaab' Pakal I Waxaklahùn Ubàh K'awìl | Wen de Sui Muhammad Umar                              | Isidor din Sevilla Kubrat Asparukh                                |           |
| Secolul al VIII-lea | Mai Sef of Saif Ghana Majan Dyabe Cisse Merkurios of Makuria |                                                | Abi Ishaq Li Bai Wu Zetian                            | Beda Venerabilul Carol Martel Tervel                              |           |
|                     | Africa                                                       | America                                        | Asia                                                  | Europa                                                            | Oceania   |
| Secolul al IX-lea   | Mai Fune Bilikisu Sungbo Georgios I                          |                                                | Jābir ibn Hayyān (Geber) Al-Khwārizmī Harun al-Rashid | Carol cel Mare Alfred cel Mare Krum                               |           |
| Secolul al X-lea    | Ubayd Allah al-Mahdi Billah Georgios II Rafael de Makuria    | Ce Acatl Topiltzin                             | Al Battani                                            | Simeon I Otto I Bjarni Herjólfsson Erik cel Roșu Harald Bluetooth | 'Aho'eitu |

## Invenții și descoperiri
| Communicație                     | Matematică și știință                      | Agricultură         | Transport                        | Război                                       |
| -------------------------------- | ------------------------------------------ | ------------------- | -------------------------------- | -------------------------------------------- |
| 1. Imprimarea lemnului 2. Hârtia | 1. Algebra 2. Sistemul Ptolemeic 3. Oțelul | 1. Cafeaua 2. Hamei | 1. Potcoavă 2. Scăriță 3. Busola | 1. Focul grecesc 2. Șahul 3. Praful de pușcă |

## Secole
| Secolul I | Secolul II | Secolul III | Secolul IV | Secolul V | Secolul VI | Secolul VII | Secolul VIII | Secolul IX | Secolul X |